# Капитолий штата Айова
Капито́лий шта́та А́йова (англ. Iowa State Capitol) находится в городе Де-Мойн — столице штата Айова. В нём проводит свои заседания Генеральная ассамблея Айовы, состоящая из Палаты представителей и Сената штата Айова. В нём также находится офис губернатора Айовы. Современное здание Капитолия было построено в 1871—1886 годах по проекту архитекторов Джона Кокрейна и Альфреда Пикенара.

## История

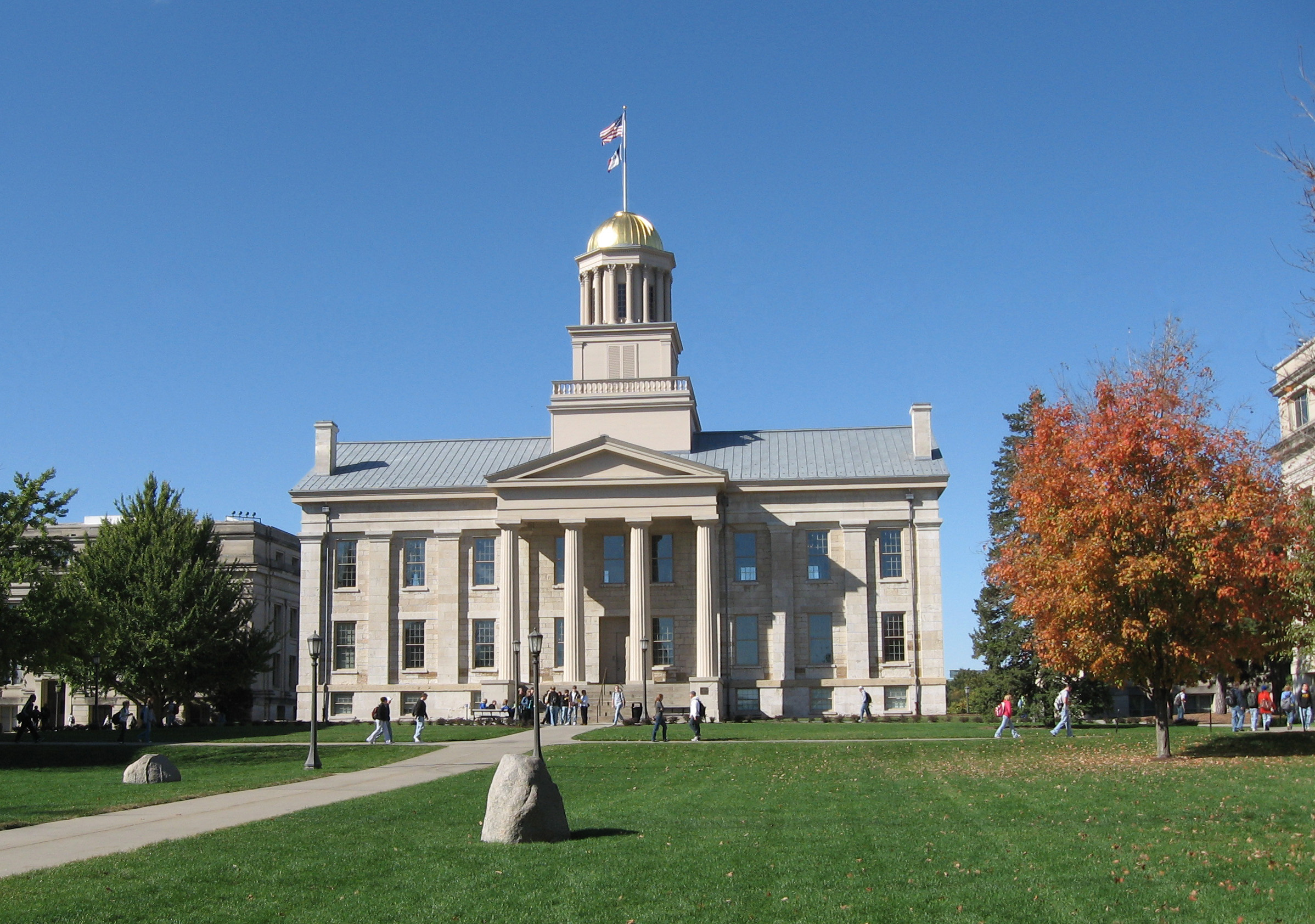
Старый каменный Капитолий в Айова-Сити

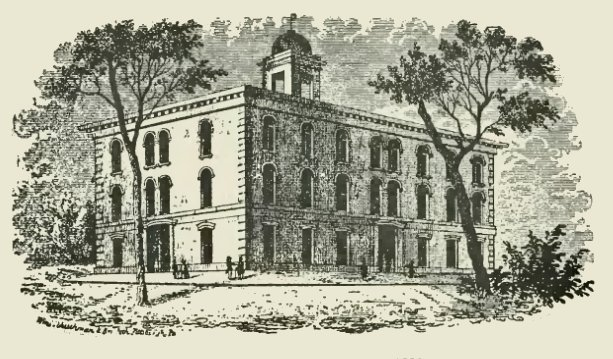
Старый кирпичный Капитолий в Де-Мойне

Со времени получения Айовой статуса штата в 1846 году, нынешнее здание Капитолия является третьим по счёту. Первое здание, «Старый каменный Капитолий» (англ. Old Stone Capitol) находилось в Айова-Сити и служило Капитолием штата в течение 16 лет. Это здание существует до сих пор и используется Университетом Айовы.
После решения Генеральной ассамблеи Айовы о переносе столицы штата в Де-Мойн, в 1856 году там началось строительство второго здания Капитолия, которое впоследствии называли «Старым кирпичным Капитолием» (Old Brick Capitol). Это здание прослужило Капитолием Айовы 26 лет. Оно было разрушено в результате пожара в 1892 году.
В 1870 году Генеральная ассамблея штата создала комиссию, чтобы выбрать архитектора и проект постройки нового Капитолия, с условием, что стоимость строительства должна была быть в пределах 1.5 миллионов долларов (в ценах того времени). Архитекторами были выбраны Джон Кокрейн и Альфред Пикенар. Краеугольный камень Капитолия был заложен 23 ноября 1871 года, однако из-за суровой зимы часть фундамента пришлось переделывать — в результате второй краеугольный камень был заложен 29 сентября 1873 года. Кокрейн ушёл с поста архитектора Капитолия в 1872 году, а Пикенар оставался архитектором до своей смерти в 1876 году. После этого, его дело продолжили два его помощника, М. Белл (M. E. Bell, работал до 1883 года) и У. Хэкни (W. F. Hackney, работал до конца строительства).
Здание Капитолия было торжественно открыто в январе 1884 года, когда обе палаты Генеральной ассамблеи (Палата представителей и Сенат) провели свои первые заседания в новых помещениях. Губернатор и другие руководители штата заняли свои офисы в 1885 году, а помещение Верховного суда было открыто в 1886 году. К тому времени, полная сумма затрат на здание Капитолия была почти 2.9 миллиона долларов, т.е. почти в два раза больше, чем предполагалось. Тем не менее, проведённый финансовый аудит нашёл недостачу только в 3.77 доллара (за 15 лет строительства).
В 1902 году была предпринята попытка достроить и модернизировать здание — в частности, установить электрическое освещение, лифты и телефонную связь. В процессе работы в северном крыле Капитолия 4 января 1904 года произошёл сильный пожар, предположительно, начавшийся от незатушенной свечи одного из работников. Он серьёзно повредил помещения Палаты представителей и Верховного суда, а также ряд других офисов. После этого пришлось заново восстанавливать здание. Кроме этого, были закуплены мозаики и картины для украшения здания. В результате совокупная стоимость строительства Капитолия выросла до 3.3 миллионов долларов.
Последняя реставрация здания Капитолия была произведена в 2003 году.

## Архитектура

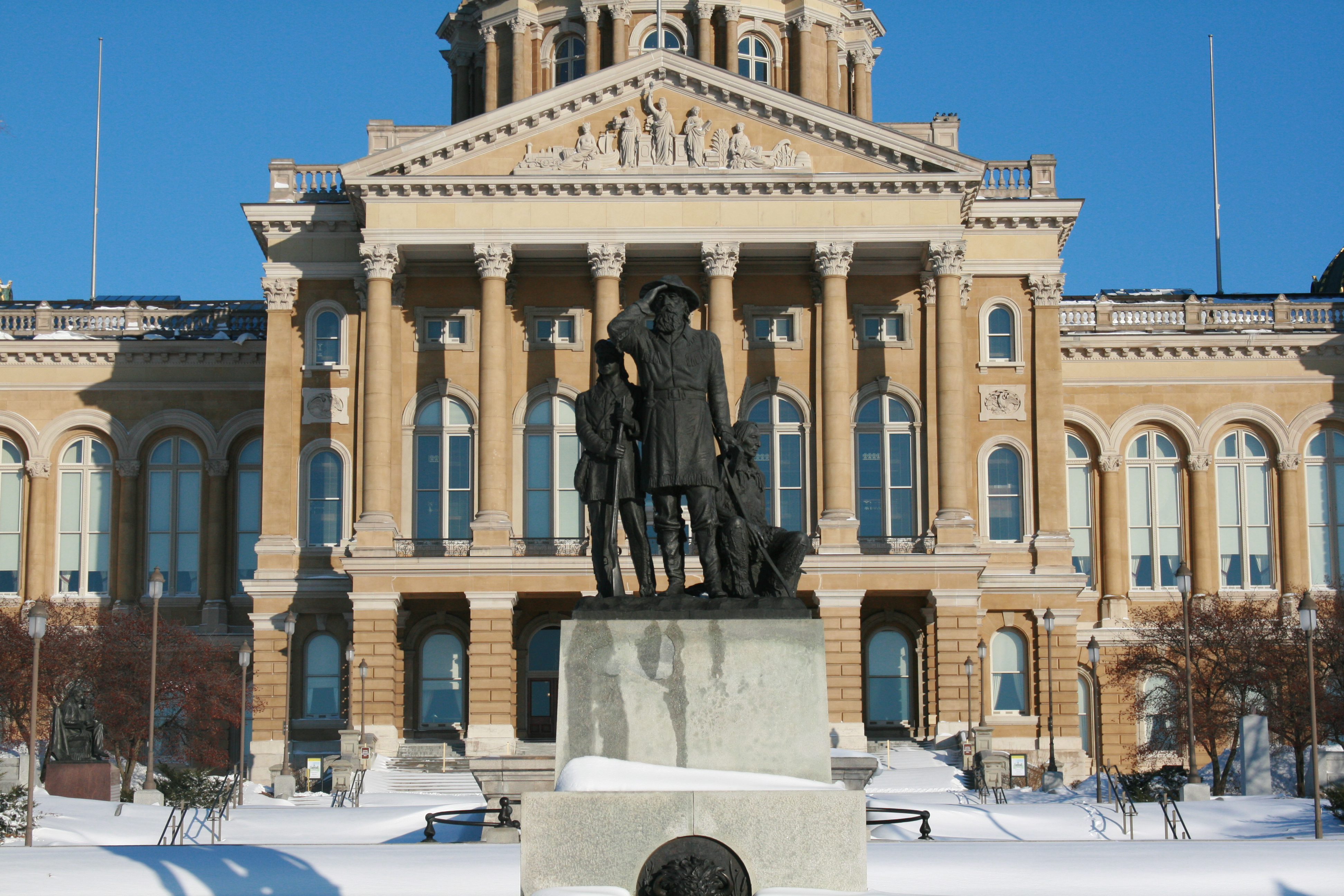
Скульптурная группа «Первооткрыватели» на фоне западной стороны Капитолия

Капитолий штата Айова — единственный капитолий в США, имеющий 5 куполов. Его длина с севера на юг — 110.8 м, а с запада на восток — 75.3 м. Высота главного купола — 83.8 м над уровнем нижнего этажа, диаметр купола — 24.4 м. С 1884 года по 1924 год Капитолий был самым высоким зданием в Де-Мойне и, по-видимому, во всей Айове.
Здание построено из кирпича, с использованием известняка из штатов Айова, Миссури, Миннесота, Огайо и Иллинойс. Используется также гранит, добытый в Айове. Портики c главной и обратной сторон Капитолия увенчаны фронтонами, каждый из которых поддерживается шестью коринфскими колоннами.
Главный купол Капитолия (The Dome) позолочен тончайшим (в 1/250000 дюйма, примерно 0.1 микрона) слоем 23-каратного золота, при этом общий вес золота составляет примерно 100 тройских унций или около 3.1 кг. Интересно, что стоимость первоначальной позолоты составляла 3.5 тысяч долларов, а стоимость последующих повторных позолот была: в 1927 году — 16.5 тысяч долларов, в 1965 году — 79.9 тысяч долларов, а в 1998—1999 годах — примерно 400 тысяч долларов.

## Галерея

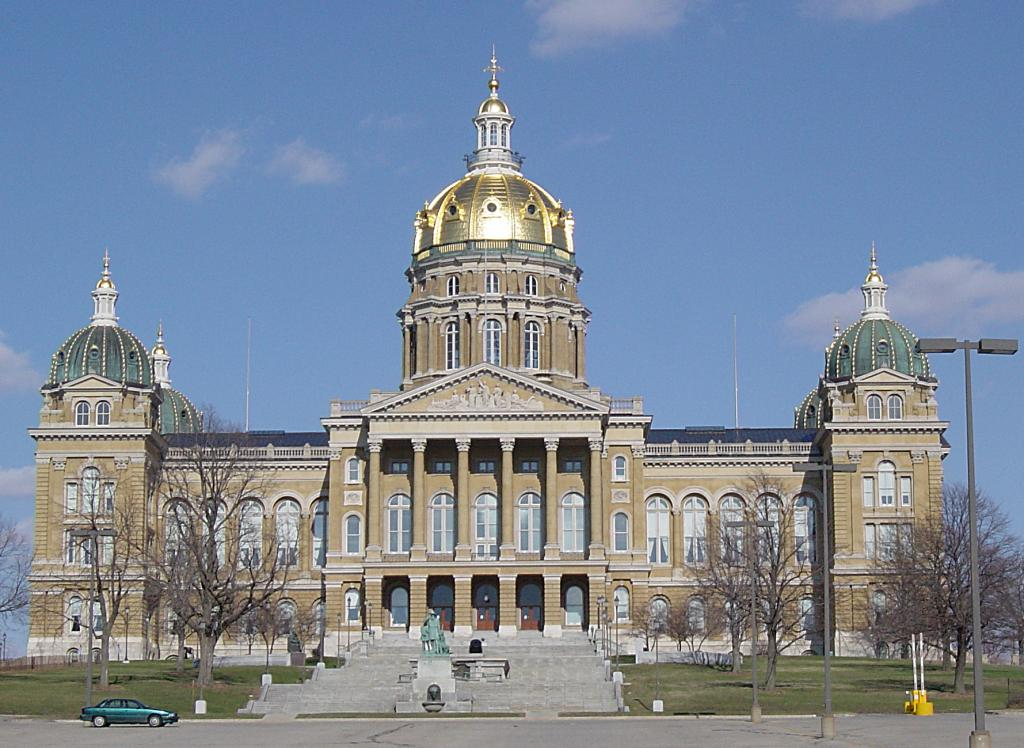
Капитолий штата Айова
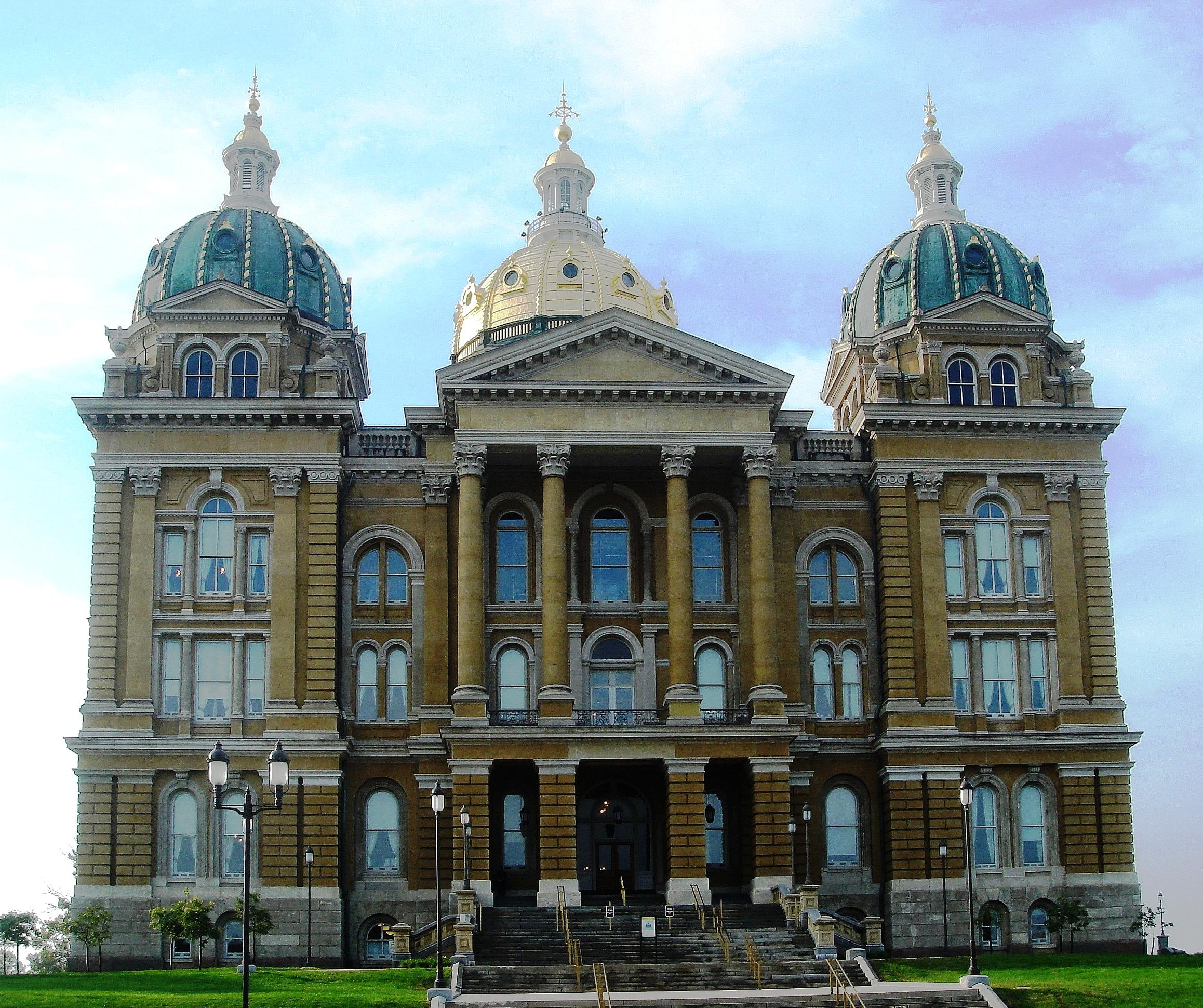
Капитолий с северной стороны
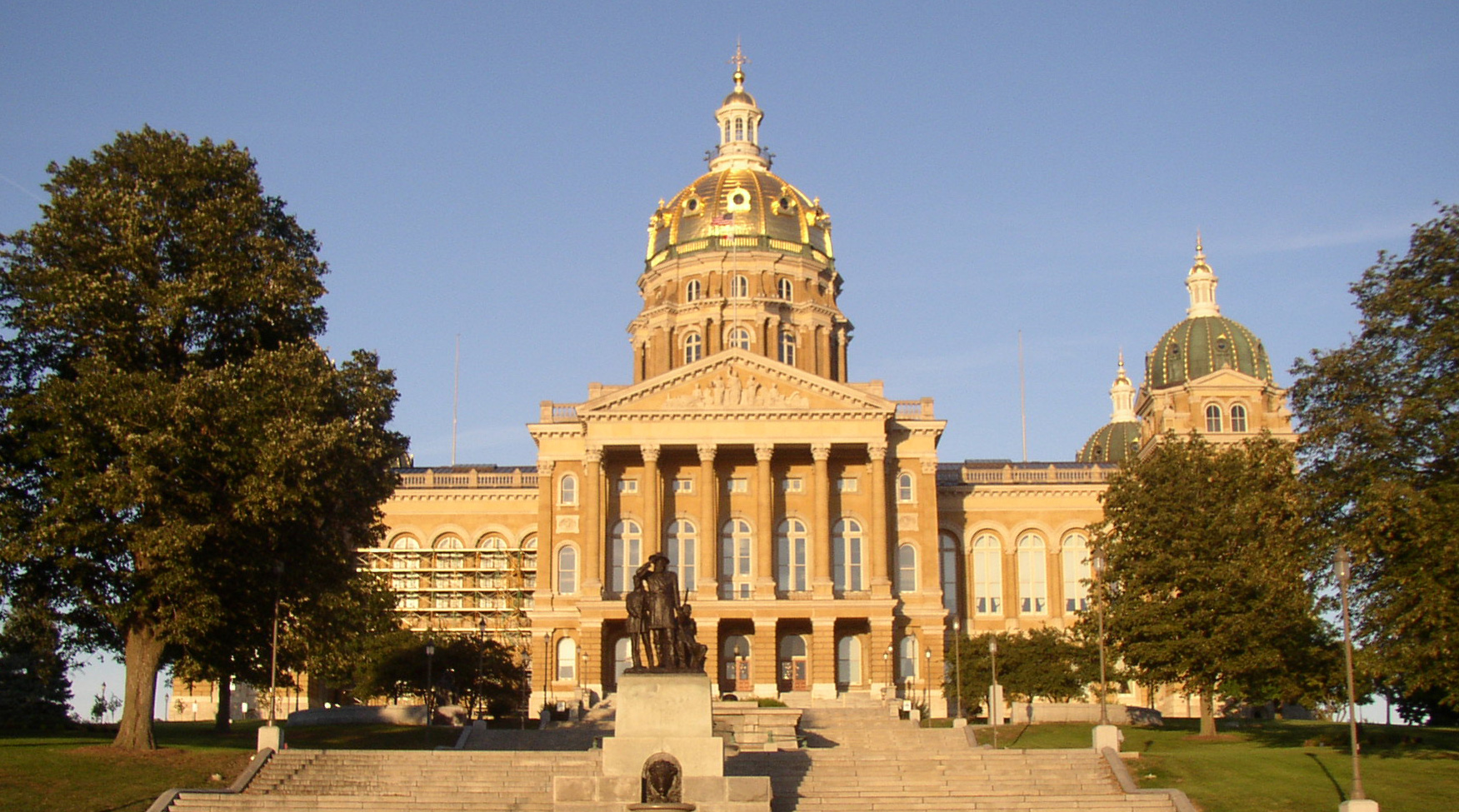
Капитолий с западной стороны
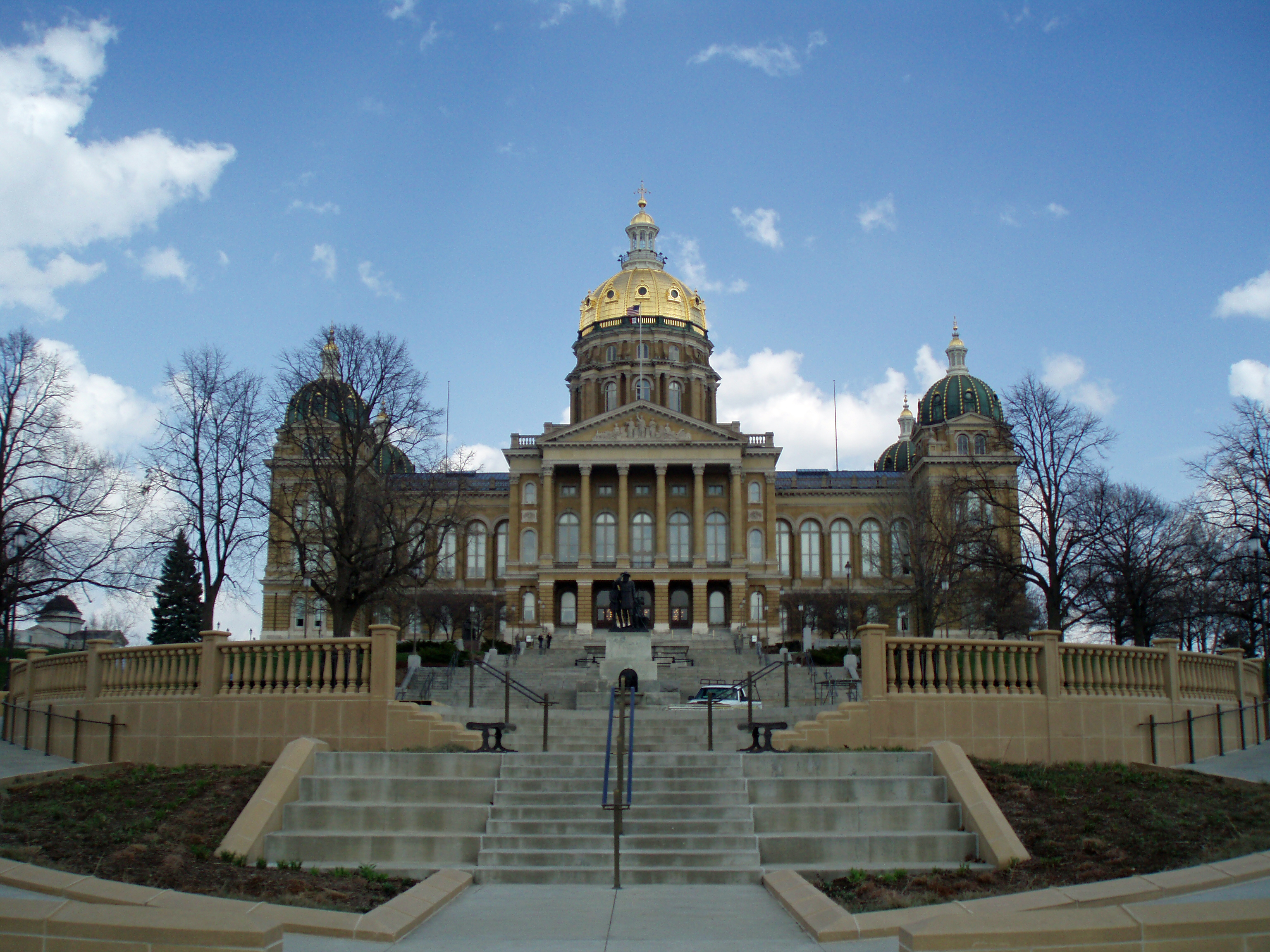
Капитолий вместе с лестницей
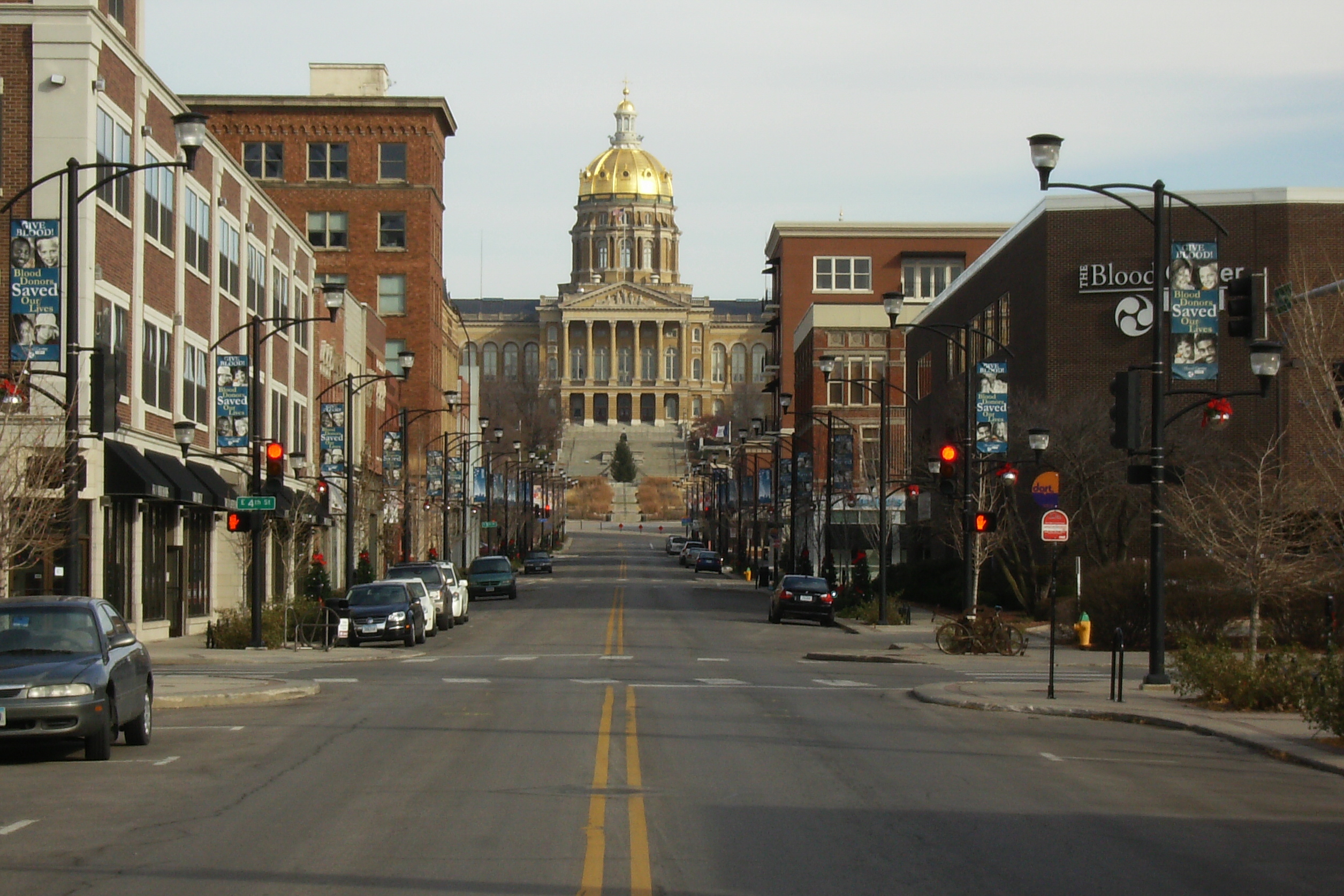
Вид на Капитолий с запада (вдоль Locust Street)
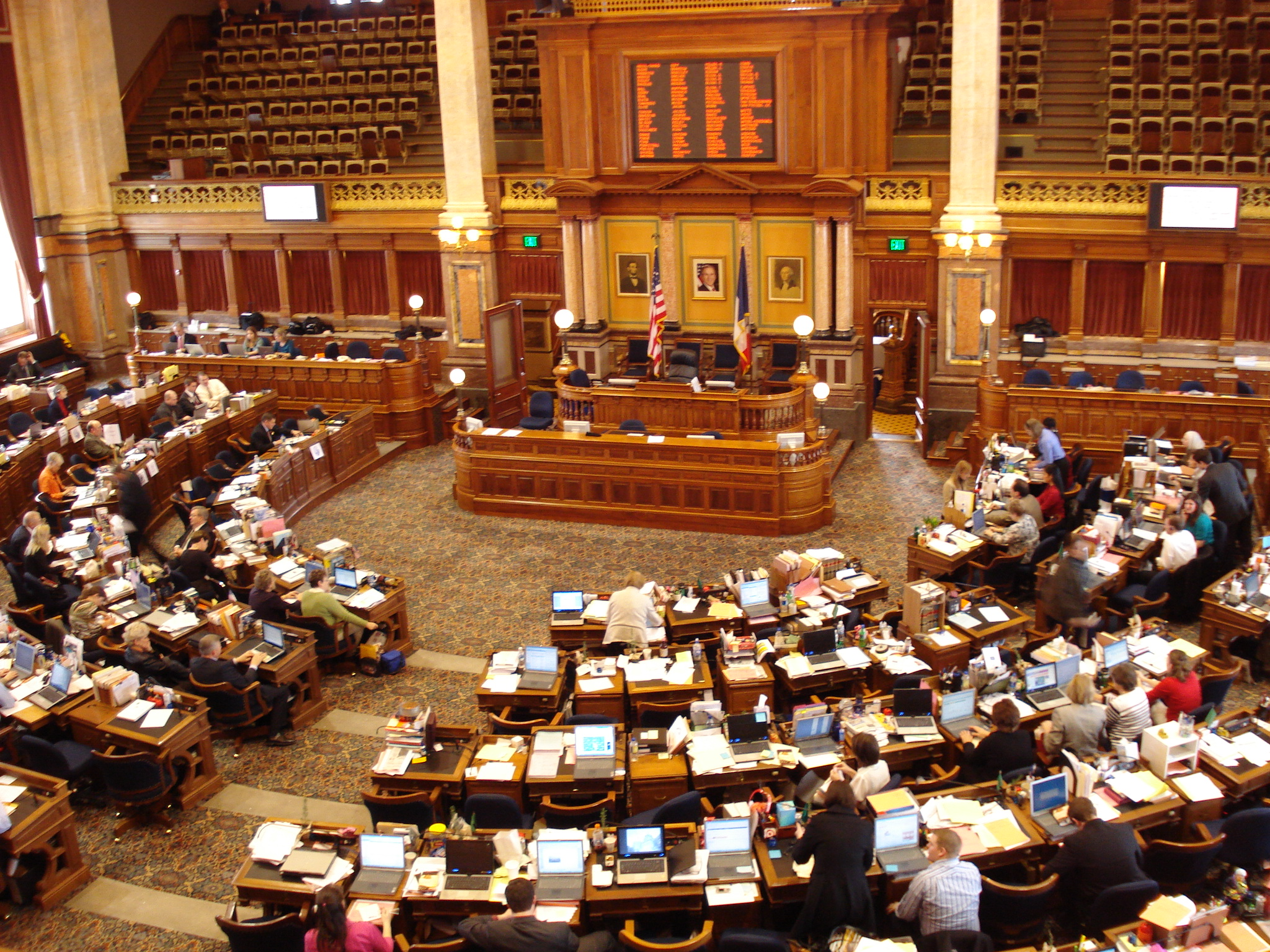
Зал Палаты представителей Айовы
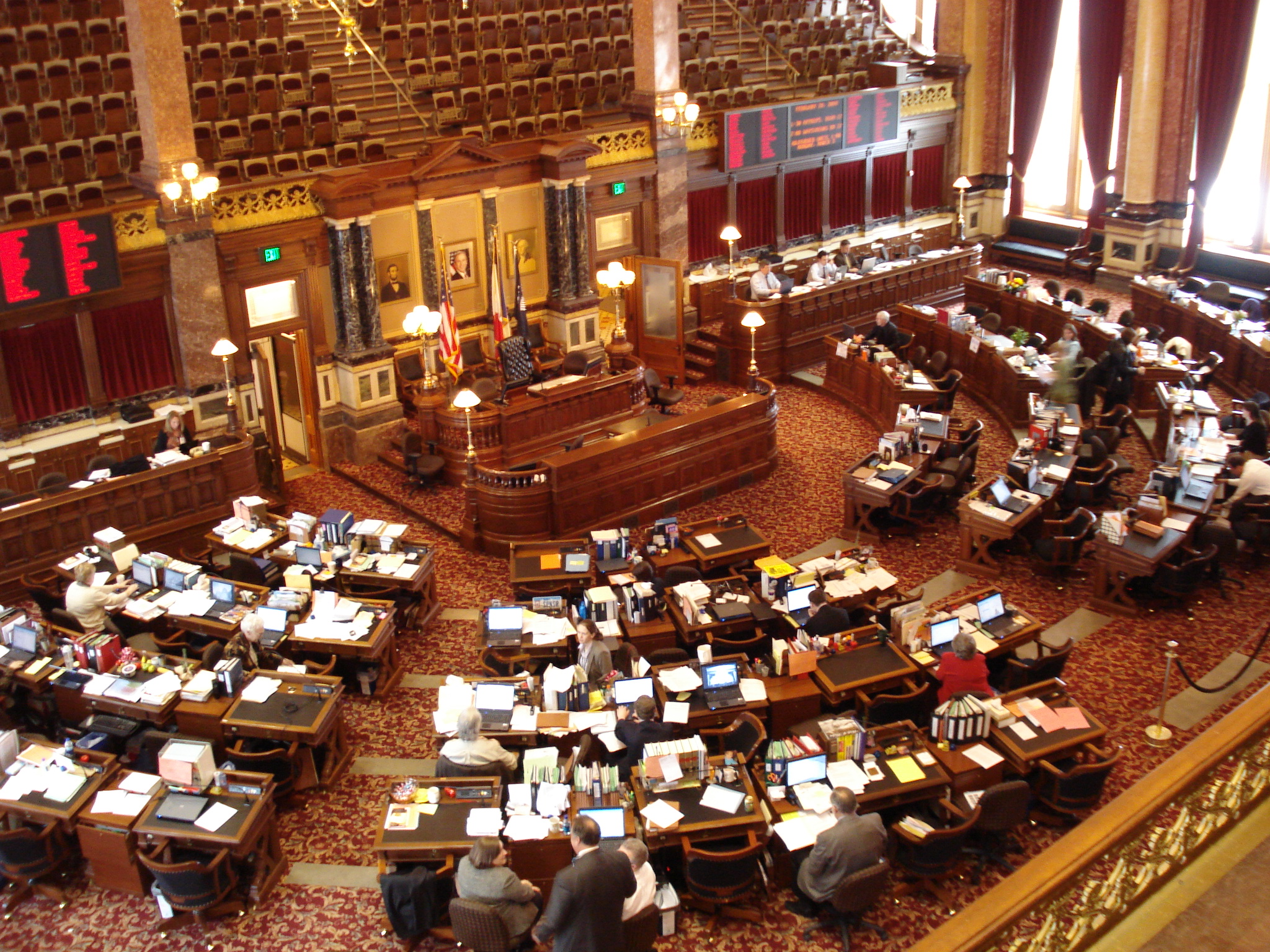
Зал Сената Айовы
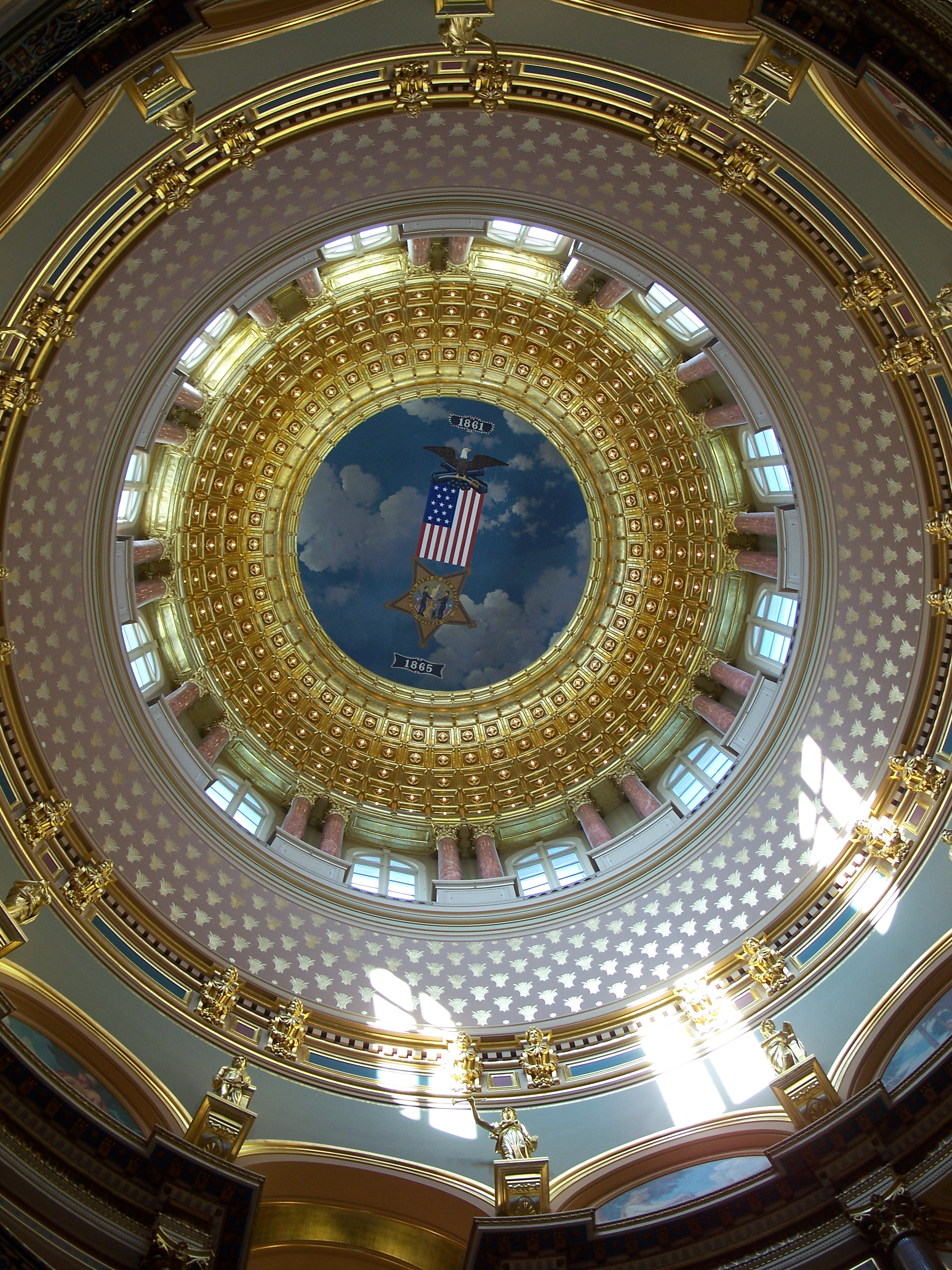
Вид снизу на ротонду Капитолия